# Antiguo convento de Santa Eulalia (Mérida)
El antiguo Convento de las Freylas de Santa Eulalia era un convento de la iglesia católica española situado en la población de  Mérida, capital política de Extremadura, en la provincia de Badajoz. La antigua ermita de Santa Eulalia, erigida en el año 1708 y declarada Bien de Interés Cultural en marzo de 1988, es una obra de reducidas proporciones cuya arquitectura interior, de acusado barroquismo, se halla cubierta con pinturas decorativas. Se construyó a comienzos del siglo XIV, a cargo de los vizcondes de la Torre de Albarragena. La ermita tiene modestas dimensiones con dos cuerpos de diferentes épocas, pareciendo ser el más antiguo el que cobija la cúpula de la cabecera.

## El edificio
Como se indicó, el edificio tiene una sola nave dividida en dos tramos por un  arco de medio punto, estando cubiertos ambos tramos con bóveda de cañón con lunetos, es decir, intersección de dos bóvedas de cañón de distinta altura puesto que la palabra lunetos tiene diversas interpretaciones. La zona del presbiterio (cabecera) es la que aparenta mayor antigüedad: su forma es cuadrada, más alta que la nave, y se cubre con una cúpula semiesférica sobre pechinas, que son las encargadas de transmitir el peso de la cúpula a los pilares o muros mediante arcos o cúpulas semiesféricas.

## Situación
La ciudad de Mérida tenía cuatro puertas. En el lado nordeste estaba la «Puerta de la Villa» o de «Santa Olalla» y a las afueras de ella se encontraba el barrio de Santa Eulalia. A finales del siglo XVI, cuando comienza la consolidación de la ciudad, Mérida tenía dos parroquias, un hospital, ocho ermitas y algunos conventos.  En 1530 se decide trasladar el convento de freylas desde Santiago de Robledo a Mérida. El edificio se construyó junto al muro de los pies de la Iglesia de Santa Eulalia y adosado a ella por lo que se tapió la «Puerta de los Perdones» y ambos edificios se comunicaban a través del coro alto de manera que las freylas pudieran asistir a los oficios religiosos.